# Toninho Vanusa
Antônio José dos Santos, conhecido como Toninho Vanusa, (São Paulo, 26 de junho de 1956 – São Paulo, 24 de junho de 2009) foi um ex-futebolista brasileiro que atuava como meia.

## História
Iniciando a carreira no Nacional de São Paulo em 1973, conquistou o Campeonato Paulista em 1974 pelo Palmeiras. Toninho Vanusa passou ainda por outros clubes de tradição como Vasco da Gama e Figueirense.
Pelo Palmeiras foram 70 jogos disputados, marcando 7 gols. O jogador faleceu em São Paulo, cidade em que morava, em  24 de junho de 2009, aos 53 anos.

## Títulos
Palmeiras
- Campeonato Paulista: 1974